# The Exile of Bar-K Ranch
The Exile of Bar-K Ranch é um filme mudo do gênero faroeste produzido nos Estados Unidos, dirigido por B. Reeves Eason e lançado em 1915.